# Paombong
Paombong é um município de  terceira classe de renda municipal (d) na província Bulacan, nas Filipinas. De acordo com o censo de 1 de maio  de  2020 possui uma população de 55 696 pessoas e 14 187 domicílios.